# Burgo de Isla Kodiak
El Borough de la Isla de Kodiak, está localizado en el estado de Alaska. En el censo de 2000, registró una población de 13,913 habitantes. La cabecera se asienta en la ciudad de Kodiak.

## Características Generales

### Geografía
El borough, tiene una superficie total de 31,141 km², de los cuales 16,990 km² son de tierras y 14,151 km² que representan el 45.44% son de aguas. La isla de Kodiak, se separa del continente por el Estrecho de Shelikof.

### Boroughs y Áreas Censales Adyacentes
- Borough de Lake and Peninsula - Noroeste

### Demografía
El censo de 2000, registró una población de 13,913 habitantes, que residían en 4424 viviendas y conformaban 3256 familias.
La densidad de población fue de 0,82 hab./km².
El 6,10% de la población era de origen hispano.

#### Ciudades y Pueblos
- Akhiok
- Aleneva
- Chiniak
- Karluk
- Kodiak
- Kodiak Station
- Larsen Bay
- Old Harbor
- Ouzinkie
- Port Lions
- Womens Bay